# Silberfasan
Der Silberfasan (Lophura nycthemera) ist eine Hühnervogelart aus der Familie der Fasanenartigen, die in Südchina, Teilen Myanmars, Thailands, Indochinas und auf der Insel Hainan verbreitet ist. Sie bewohnt Bergwälder zwischen 600 und 2100 m Höhe. Der Silberfasan bildet vermutlich mit dem Kalifasan (Lophura leucomelanos) eine Superspezies.

## Beschreibung

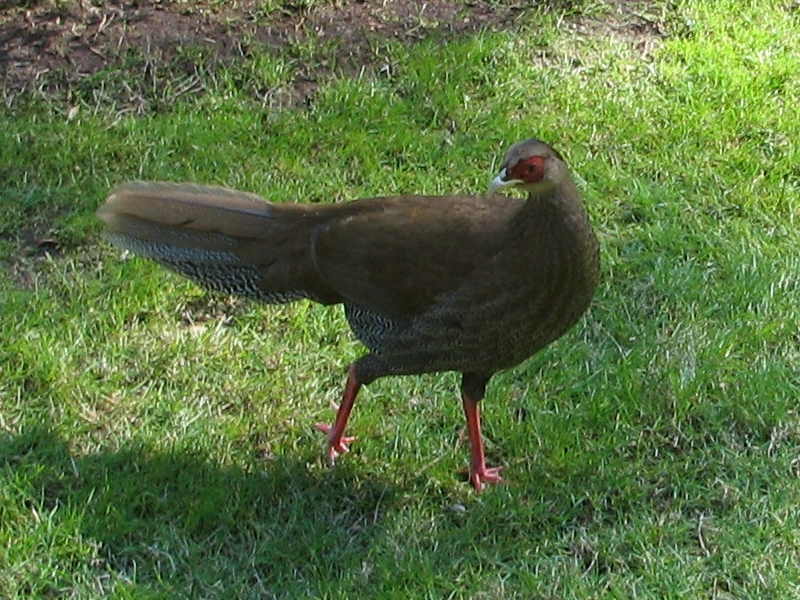
Henne des Silberfasans

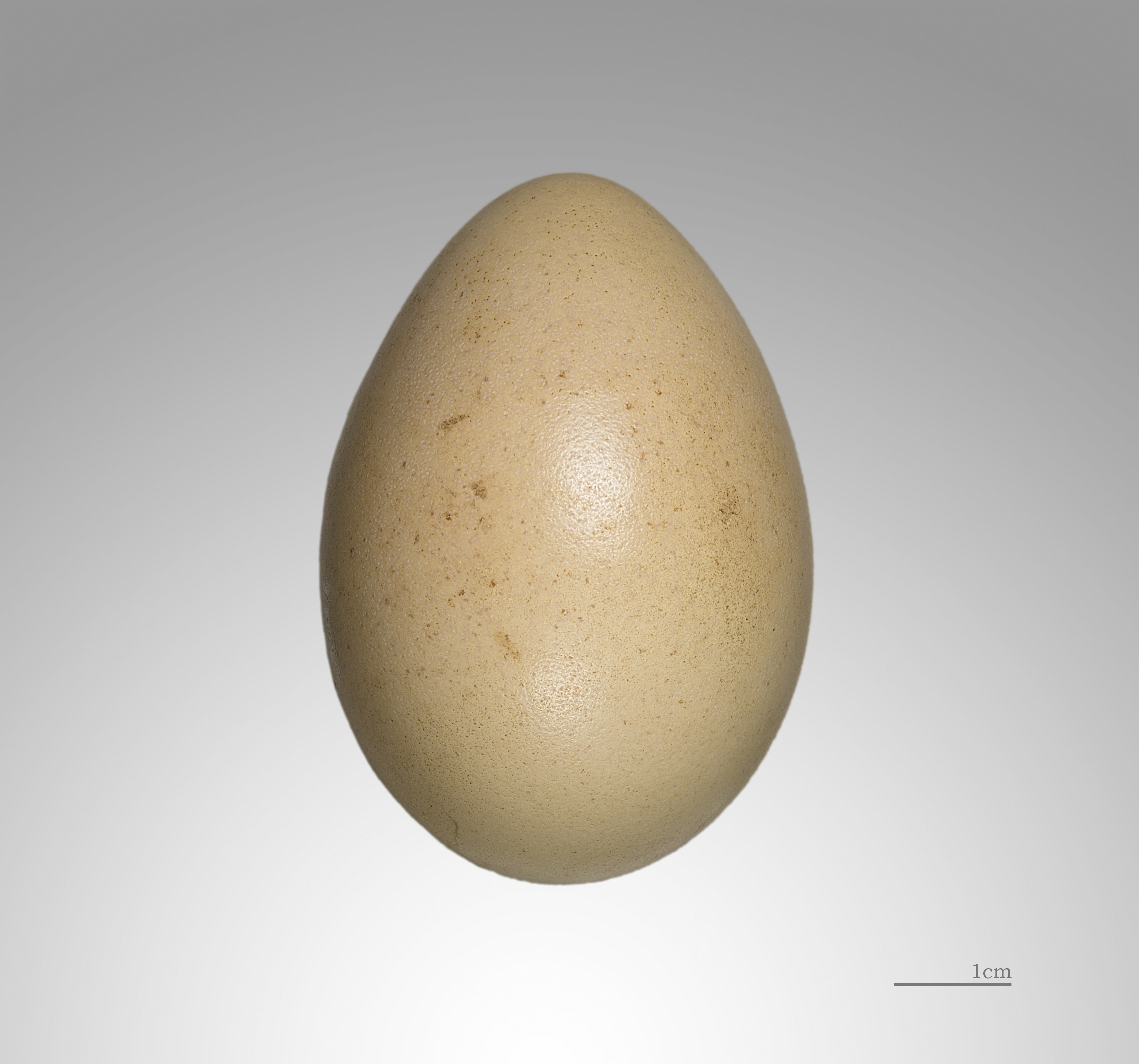
Ei des Silberfasans

Die Körperlänge der Nominatform des Silberfasans liegt zwischen 92 und 96 cm, die des Schwanzes beim Hahn zwischen 60 und 75 cm, bei der Henne zwischen 24 und 32 cm. Die Flügellänge beträgt beim Hahn 265–297 mm, bei der Henne 240–260 mm. Das Gewicht liegt beim Hahn bei 1,6 kg. Die Henne ist mit 1,3 kg etwas leichter.
Der Hahn des Silberfasans trägt eine dichte, langfedrige Haube. Sie ist wie Kinn, Kehle, die vordere Seite des Halses und die Unterseite glänzend blauschwarz. Die unbefiederte Partie um das Auge ist intensiv rot, die Iris orangegelb und der Schnabel grünlich weiß mit dunkler Basis. Die Halsseiten und der Nacken, der meist von der Haube bedeckt ist, sind weiß wie die Oberseite, die zudem eine feine, schwarze Zeichnung aus parallelen, v-förmigen Winkeln trägt, die zu den Flügeln hin größer werden. Die Flügelfedern und die äußeren Steuerfedern tragen eine ähnliche Zeichnung. Bei den weiteren Schwanzfedern nimmt der Weißanteil zu und das mittlere Paar ist rein weiß. Die Beine sind karminrot.
Die Henne der Nominatform ist hauptsächlich einfarbig olivbraun mit undeutlicher Sprenkelung und hellen Federschäften. Die Haubenfedern zeigen schwarze Spitzen und Kinn und Kehle sind weißgrau gesprenkelt. Die Unterseite ist braun und trägt bisweilen eine weiße oder hellgraue Strichelung. Die mittleren Steuerfedern sind braun mit einer schwarz-weißen Bänderung, die zu den äußeren hin zu einer dunklen Wellung wird. Die Augenpartie ist wie beim Hahn unbefiedert und rot, jedoch nicht so ausgedehnt.

## Verbreitung
Die Verbreitung des Silberfasans umfasst weite Teile Südostasiens. Sie reicht von den südchinesischen Provinzen Sichuan, Guizhou, Guangdong und Guangxi ostwärts bis Fujian und vielleicht Zhejiang, umfasst die Insel Hainan und erstreckt sich südwärts bis Kambodscha und Thailand sowie westwärts bis nach Myanmar.

## Geografische Variation
Die geografische Variation ist recht ausgeprägt, man unterscheidet 15 Unterarten. Bei den Hähnen variiert vor allem die Färbung der Oberseite, die bei einigen Unterarten eher grau, bei der Nominatform, die auch die größte ist, insgesamt sehr weiß ist. Zudem zeigen sich Unterschiede in Länge und Zeichnung des Schwanzes. Auch die Hennen variieren deutlich in der Färbung. Bei manchen Unterarten sind sie fast einfarbig, bei anderen recht kontrastreich gezeichnet.
- L. n. occidentalis Delacour, 1948 – Nordwesten von Yunnan und nordöstliches Myanmar
- L. n. rufipes (Oates, 1898) – Norden des Shan-Staats in Myanmar zwischen Irrawaddy und Saluen
- L. n. ripponi (Sharpe, 1902) – Süden des Shan-Staats zwischen Irrawaddy und Saluen
- L. n. jonesi Oates, 1903 – südwestliches Yunnan, nördliches und mittleres Thailand und Süden des Shan-Staats in Myanmar zwischen Saluen und Mekong
- L. n. omeiensis Cheng, Chang & Tang, 1964 – Sichuan
- L. n. rongjiangensis Tan Yao Kuang & Wu Zhu Khang, 1982 – südöstliches Guizhou
- L. n. beaulieui Delacour, 1948 – südöstliches Yunnan, nördliches Laos und nördliches Vietnam
- L. n. nycthemera (Linnaeus, 1758) – Guangdong und Guangxi sowie nördliches Vietnam
- L. n. whiteheadi (Ogilvie-Grant, 1899) – Hainan
- L. n. fokiensis Delacour, 1948 – nordwestliches Fujian und vielleicht Zhejiang
- L. n. berliozi (Delacour & Jabouille, 1928) – westliche Ausläufer des Truong Son in Vietnam
- L. n. beli (Oustalet, 1898) – östliche Ausläufer des Truong Son in Vietnam
- L. n. engelbachi Delacour, 1948 – Bolaven-Plateau, südliches Laos
- L. n. lewisi (Delacour & Jabouille, 1928) – südwestliches Kambodscha und Südosten Thailands
- L. n. annamensis (Ogilvie-Grant, 1906) – südliches Vietnam

## Lebensraum
Der Silberfasan besiedelt in China Bergwälder, Bambushaine, dichtes Buschland und Farndickichte in Höhen zwischen 1500 und 1800 m. In Vietnam findet man ihn in tropischen Regenwäldern oberhalb 900 m sowie in immergrünen Laub- und Kiefernwäldern oberhalb 1200 m.

## Systematik
Die Systematik dieser Art war lange Zeit umstritten. Das Verbreitungsareal des Silberfasans grenzt im Osten an das des Kalifasans und es gibt Mischpopulationen, deren Beschreibungen als neue Arten im 19. Jahrhundert für sehr viel Unübersichtlichkeit gesorgt haben. Beide Arten wurden in insgesamt 49 Taxa und 28 Arten beschrieben. Jean Théodore Delacour stellte sie in einer Revision 1949 in eine Superspezies mit zwei Arten sowie 12 Leucomelanos-Unterarten und 15 Nycthemera-Unterarten. An der Zuordnung dreier Unterarten kam in den 1990er-Jahren Zweifel auf. Die Unterarten des Kalifasans haben graue bis dunkelgraue Beine und Füße und unterscheiden sich dadurch von denen des Silberfasans, die rote Beine und Füße haben. Eine Ausnahme bildeten bislang die drei östlichen Unterarten des Kalifasans L. l. oatesi, lineata und crawfurdi, die östlich des Irrawaddys vorkommen und in diesem wie in anderen Merkmalen schon zum Silberfasan überleiten. Die Federn der Oberseite sind mehr oder weniger fein weiß gestrichelt bis mehrfach v-förmig gezeichnet, die mittleren Schwanzfedern hell bis weiß. Die Füße haben teils eine rötliche bis rote Färbung wie beim Silberfasan. Eine Untersuchung der mitochondrialen DNA ergab 2003, dass sie in der Tat dem Kalifasan näher stehen als dem Silberfasan und in die erstere Art einzugliedern sind. Ein weiteres Ergebnis war, dass wohl nicht alle der Unterarten des Silberfasans einen solchen Status verdienen, da sie vielmehr Teile von klinal variierenden Populationen darstellen, die sich genetisch nicht unterscheiden.